# جيمس فلويد سكوت
جيمس فلويد سكوت (بالإنجليزية: James F. Scott)‏ هو فيزيائي وأستاذ جامعي أمريكي، ولد في 4 مايو 1942 في Beverley ‏ في المملكة المتحدة.